# Monumentul Domniței Bălașa
Monumentul Domniței Bălașa a fost realizat din marmură de Carrara de sculptorul Karl Storck, în anul 1881. 

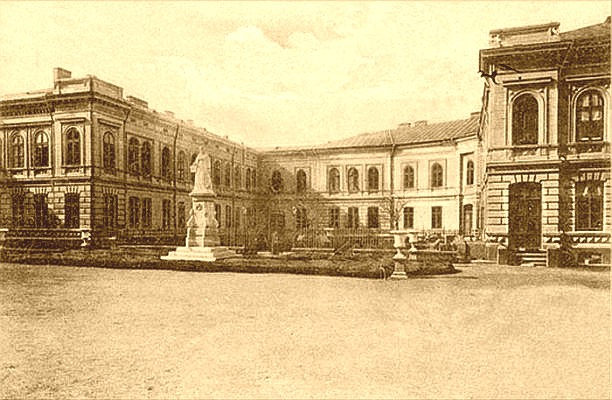
Amplasamentul inițial al monumentului, în careul format de clădirile Așezămintelor brâncovenești

Modelul de gips pentru monumentul Domniței Bălașa, realizat de sculptorul Karl Storck, expus la Muzeul de Artă Frederic Storck și Cecilia Cuțescu-Storck

## Descriere
Statuia o reprezintă pe domnița Bălașa, fiica lui Constantin Brâncoveanu și este amplasată în curtea ce înconjoară Biserica Domnița Bălașa și lângă azilul de bătrâne, ctitorite de ea în 1751. Statuia de doi metri o infățișează pe Domnița Bălașa într-o frumoasă rochie de epocă, pentru realizarea căreia sculptorul Storck a cerut sfatul lui Bogdan Petriceicu Hasdeu. Domnița e reprezentată în picioare, ținând în mână hrisovul de danie. Soclul, și el din marmură de Cararra, poartă stema familiei Brâncoveanu. Pe soclul statuii sunt înscrise numele moșiilor care au constituit zestrea acordată bisericii, precum și textul Domnița Bălașa, fiica lui Constantin Brâncoveanu, domn al Țării Românești, a fundat acest așezământ la anul 1751. 
Statuia domniței Bălașa este opera muncii comune a lui Karl Storck și a fiului său cel mare, Carol Storck. Este considerată creația lui Storck-tatăl care a realizat modelul din ghips, transpus apoi în marmură de Carol Storck.

## Istoric
Inițial, statuia a fost instalată în careul format de clădirile Așezămintelor brâncovenești spre Calea Rahovei, spre sud față de biserică, unde se aflau, înființate de domniță, o școală de carte românească, din 1745, și un azil de bătrâne, din 1751. Li se adăugase în 1838, spre bulevardul Principesa Maria, spitalul ctitorit de Safta Grigore Basarab Brâncoveanu. Când Așezămintele au fost demolate în anii 1980, statuia a dispărut. A fost readusă în curtea bisericii în 1992, dar a fost montată spre nord.

Monumentul funerar al domniţei Bălaşa din Biserica Domniţa Bălaşa

Monumentul, aflat pe Str. Sfinții Apostoli 60 sector 5, este înscris în Lista monumentelor istorice din București, sector 5 cu cod LMI B-III-m-B-20052.

## Monumentul funerar al Domniței Bălașa
Pentru mai multe detalii, vedeți Biserica Domnița Bălașa#Mormântul Domniței Bălașa.
Domnița s-a stins din viață în 1752. Mormântul ei se află în biserică, pe partea dreaptă, înfrumusețat cu un impunător monument funerar, intitulat „Întristarea“, operă a sculptorului Ion Georgescu, realizată în anul 1884.